# Wesołówka (powiat łukowski)
Wesołówka – wieś w Polsce, położona w województwie lubelskim, w powiecie łukowskim, w gminie Stanin. 
| SIMC    | Nazwa    | Rodzaj    |
| ------- | -------- | --------- |
| 0689800 | Wygoda   | część wsi |
| 0689817 | Zarudzie | część wsi |

W latach 1975–1998 miejscowość należała administracyjnie do województwa siedleckiego.
Wieś stanowi sołectwo w gminie Stanin. Według Narodowego Spisu Powszechnego z roku 2011 wieś liczyła 319 mieszkańców.
We wsi znajdują się ruiny dworu z XVII wieku z resztkami fosy i tarasów ziemnych i zespołem zabudowań.
Wierni Kościoła rzymskokatolickiego należą do parafii Trójcy Świętej w Staninie.